# Sarcinelli
I Sarcinelli sono una delle famiglie più note della nobiltà trevigiana nel Rinascimento.

## Storia

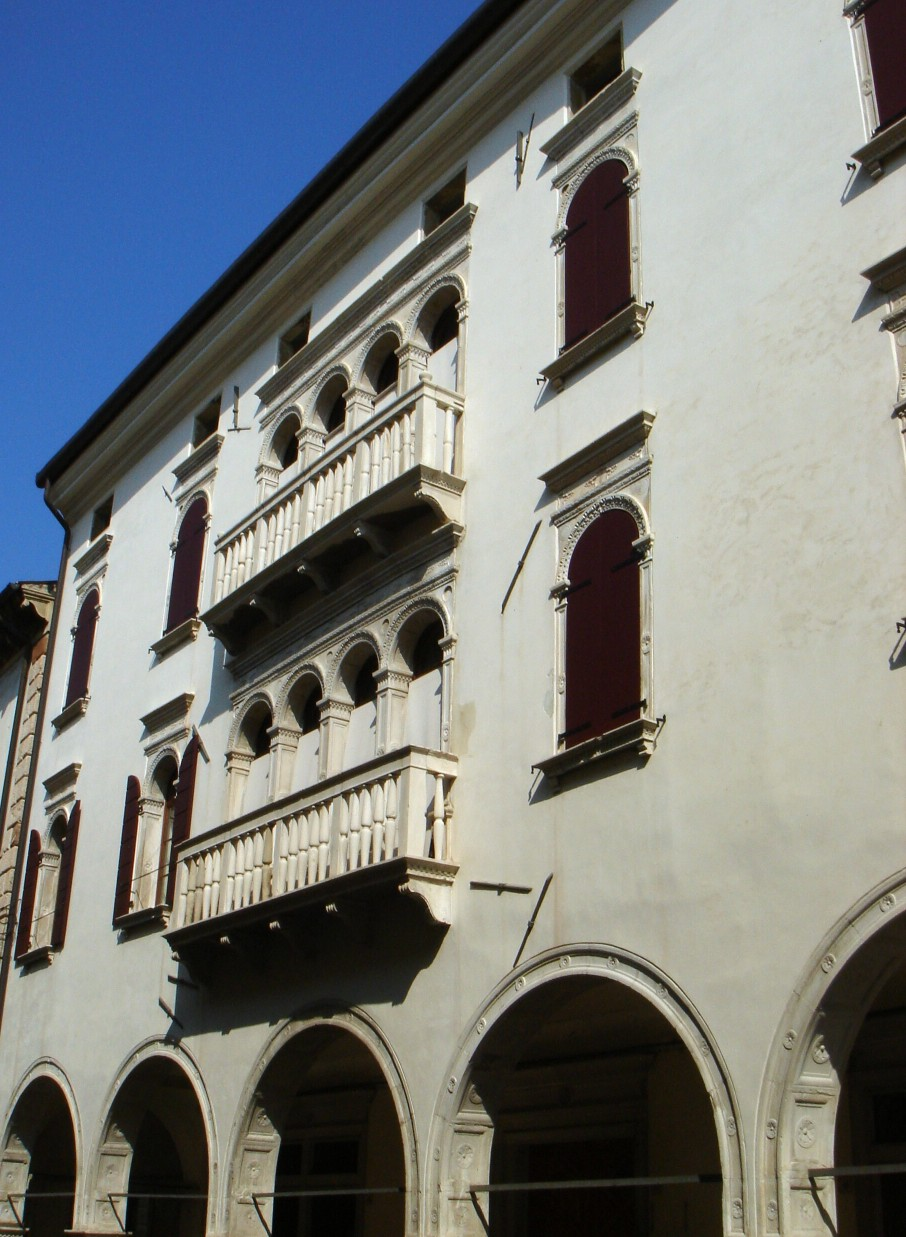
Il Palazzo Sarcinelli di Serravalle

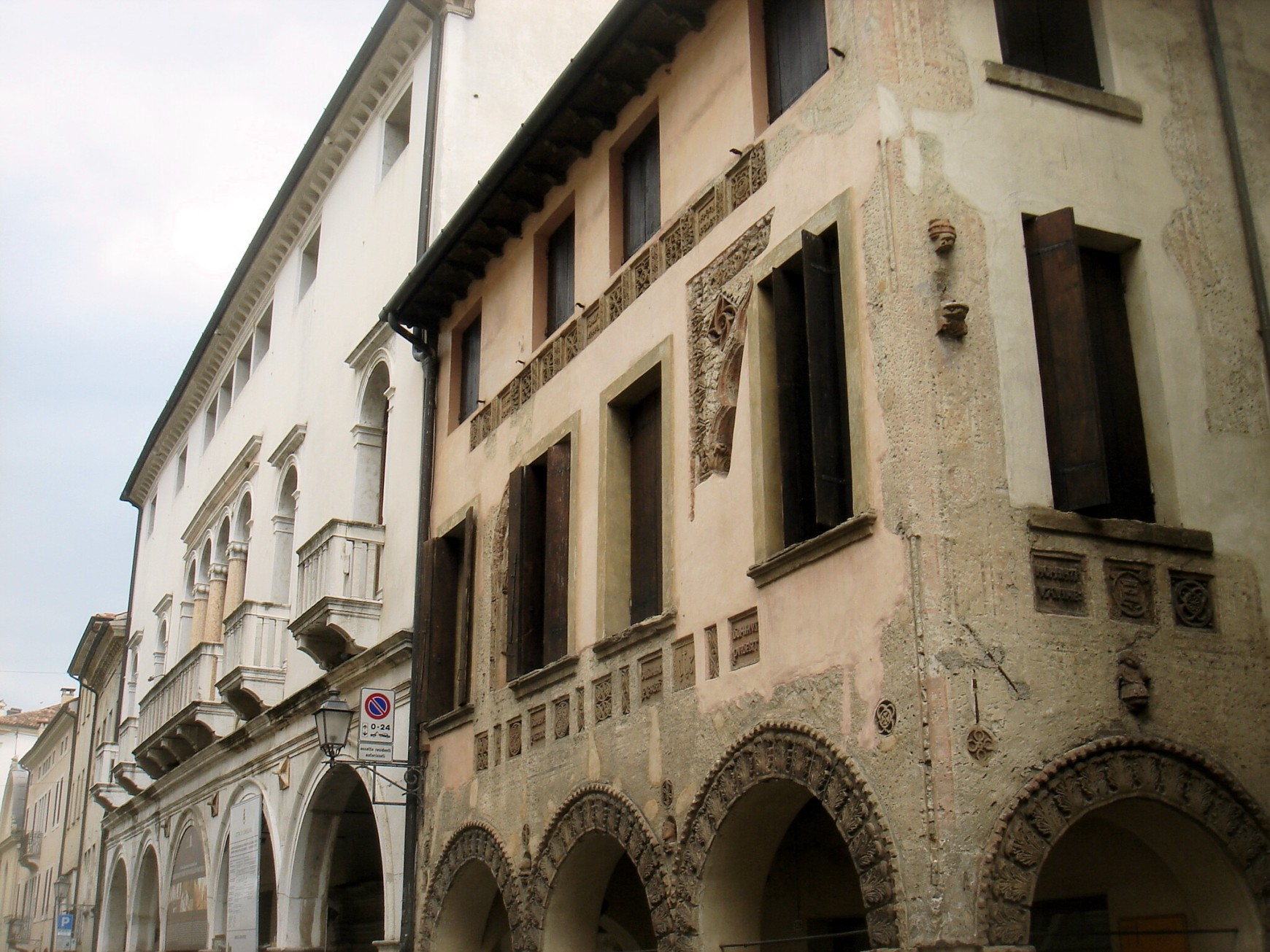
A sinistra il Palazzo Sarcinelli di Conegliano

La famiglia Sarcinelli ebbe le sue origini più remote da Sarsina, storica cittadina dell'Emilia-Romagna, da cui prese il nome, successivamente si trasferì nel bergamasco, precisamente a Locatello nella Valle Imagna e qui risiedettero fino alla fine del XIV secolo.
Si stabilirono a Ceneda agli inizi del 1400 e poi a Serravalle nel 1500, sviluppando qui interessi di tipo mercantile sulla via Cadore-Venezia, di cui l'attuale territorio di Vittorio Veneto è il cuore.
Nei primi anni del Cinquecento, alcuni membri del ramo cenedese (Antonio e alcuni suoi figli) si trasferirono a Conegliano, dove ben presto, anche a seguito della partecipazione alla guerra della Lega di Cambrai, dalla parte della Repubblica di Venezia, entrarono a far parte della nobiltà, occupando una posizione di spicco.

## Stemma
Lo stemma della famiglia Sarcinelli esprime simbolicamente la presenza dei rami della famiglia e i luoghi di residenza: infatti una fascia contenente tre stelle sta a significare che esistono tre diverse diramazioni della casata originaria, mentre i colori delle due parti di cui si compone sono il blu di Serravalle e il rosso di Ceneda (il ramo coneglianese è successivo a questi due). Il motto della famiglia è Frangar non flectar, che significa mi spezzerò ma non mi piegherò, per indicare un'integrità morale che non cede davanti a nessuna minaccia.

## Esponenti
- Martino Sarcinelli, trasferitosi da Bergamo a Ceneda nel 1400 con i figli Antonio, Pietro e Giovanni.
- Antonio Sarcinelli, figlio di Martino, fece costruire il Palazzo Sarcinelli a Conegliano nel 1518.
- Simone Sarcinelli, figlio di Pietro, fu giureconsulto e procuratore a Conegliano, laureatosi a Padova nei primi anni del 1500.
- Giovanni e Martino Sarcinelli, figli di Antonio, fondatori della dimora di Serravalle. Combattenti fedeli alla Serenissima Repubblica di Venezia durante la Guerra della Lega di Cambrai.
- Cornelio Sarcinelli, figlio di Marco Sarcinelli e Calliopea, sposo di Lavinia Vecellio, figlia di Tiziano.

## Ville e palazzi
- Palazzo Sarcinelli, sede del ramo coneglianese
- Palazzo Sarcinelli, sede del ramo serravallese
- Villa Fabris già Vecellio-Sarcinelli: edificio ereditato dalla famiglia Sarcinelli per mezzo del matrimonio tra Lavinia Vecellio e Cornelio, passato poi, sempre per via matrimoniale, ai Fabris